# Anisomysis laticauda
Anisomysis laticauda är en kräftdjursart som beskrevs av Hansen 1910. Anisomysis laticauda ingår i släktet Anisomysis och familjen Mysidae. Inga underarter finns listade i Catalogue of Life.